# Brucebyen
Brucebyen er en nedlagt mineby ved Billefjorden, beliggende på Spitsbergen på arkipelaget Svalbard, Norge. 
Byen blev grundlagt i 1919 af den skotske polarforsker William Bruce, og var ejet af Scottish Spitsbergen Syndicate Ltd..
Brucebyen er i dag en klynge af tre arbejdsbarakker og ét udhus, samt resterne af en skinnebane ned til fjorden. Formålet med byen var at kortlægge kulforekomsterne i området. Brucebyen blev forladt efter et par år, mens kulforekomsterne ved Pyramiden på den anden side af Billefjorden viste sig at være store nok til at der kunne etableres rentabelt minedrift. 
Den er en beskyttet kulturel kulturarv jf. Svalbardmiljøloven.